# Cholewa (herb szlachecki)
Cholewa – polski herb szlachecki.

## Opis herbu
Opis zgodnie z klasycznymi regułami blazonowania:
W polu czerwonym miecz (lub krzyż ćwiekowy) między dwiema klamrami oblężniczymi srebrnymi barkami ku sobie. W klejnocie nad hełmem w koronie pięć piór strusich.

Dwie klamry żelazne, do góry podniesione, barkami do siebie obrócone, a między niemi miecz biały otłuczony, końcem prosto na dół idzie w polu czerwonym, na hełmie pięć piór strusich.

## Najwcześniejsze wzmianki
zapis z 1408 roku.

## Herbowni
Najkompletniejszą dotąd listę herbownych używających herbu Cholewa przedstawił Tadeusz Gajl w  Herbarzu polskim:
Arciszewski, Babecki, Babicki, Bąbolicki, Białachowski, Białochowski, Bobolecki, Bobolicki, Borowiecki, Borowski, Brunnicki, Brynicki, Brynnicki, Brzostowski, Charczewski, Charczowski, Charkiewicz, Charszewski, Charsznowski, Charszowski, Chądzyński, Chludzieński, Chojnowski, Cholewa, Cholewicki, Cholewiński, Cholewski, Chudziński, Chudzyński, Ciarnowski, Ciszewski, Czarnowski, Czermieński, Czermiński, Danilewski, Daniszewski, Dąbrowski, Dedowicz, Dittelewski, Dobroniski, Dobrosielski, Dobrowolski, Gazdecki, Gazecki, Głazewski, Głażewski, Głażowski, Gniewkowski, Grądzki, Grochowski, Grodzki, Grzymek, Grzymski, Guczyński, Hubisz, Humaniec, Humnicki, Jarzębowski, 
Kamieński, Kamiński, Karzyński, Kasprowicz, Katarski, Każyński, Kitkowski, Kitnowski, Kiziewicz, Kiżewicz, Kleczkowski, Klęczkowski, Kołomyj, Kołomyjski, Kotarski, Kramkowski, Kramski, Krzybawski, Kwasiborski, Kwasieborski, Malanowski, Malonowski, Maraczewski, Marszewski, Marszowski, Metraszewski, Mierzanowski, Miłodroski, Miłodrowski, Moczulski, Moczylski, Mogulski, Moraciński, Moraczewicz, Moraczewski, Moszewski, Moszowski, Muraszewski, Muszkatałowski, Niewmierzycki, Nowakowski, Obrembski, Obremski Obrębski, Opatkowski, Opolski, Osiński, Paprocki, Paranowski, Paszyński, Pawlikowski, Pestrzyński, Peszeński, Peszyński, Petrzyński, Pęszyński, Piadziewicz, Pierszkiewicz, Pieszkiewicz, Podziewicz, Pszeniczka, Pułaski, Radomiński, Radziszewski, Rapsztyński, Rojewski, Rojowski, Rokicki, Rożawski, Rożewski, Rożowski, Rudzewski, Rudzowski, Ruzowski, Rużowski, Sanicki, Sawicki, Sawiczewski, Skarbek, Sławęcki, Sobieszczki, Sobieszczko, Sokołowski,Stypnicki, Stypułkowski, Sułocki, Szawłowski, Szmatowicz, Śniczak, Święcki, Tarkowski, Tłuchanowski, Tłuchowski, Tymiński, Tytlewski, Ubisz, Ubysz, Umiastowski, Umień, Umieński, Umiński, Uwuński, Wielicki, Wiskiewicz, Wyskiwec, Zaborowski, Zakrocki, Zarowski, Zdanowski, Zdunowski, Zlewodzki, Zliwodzki, Złowodzki, Żłowodzki.
Odmianą herbu Cholewa pieczętowali się Chludzińscy.